# Коне и коняри
„Коне и коняри“ е свитък, създаден от 1296 до 1359 г. Започнат е от китайския художник Джао Манфу и продължаван от сина му Джао Юн и внука му Джао Линъм.
На свитъка са изобразени няколко коняри заедно с техните коне, голяма част от пространството е запълнено с калиграфия. От 1988 г. творбата се намира в колекцията на Музея на изкуството „Метрополитън“ в Ню Йорк.
Художникът Джао Манфу изобразява един коняр с коня му, а останалата част от свитъка е изрисуван от потомците му – синът му Джао Юн и внукът Джао Линъм. В Древен Китай конят, един от зодиакалните знаци в китайския хороскоп, е символ на сила, благополучие и чест, отличителното качество на това животно е трудолюбието му. В началото на управлението на династия Юан темата за конете в изкуството е свързана с образа на легендарния Сун Ян, известен и като Бо Ли, чиято способност за разпознаване по изражението на конската глава става метафора за сложния избор за правителствени чиновници. Източник на вдъхновение за художника е свитъка „Пет коне“ от Ли Гънлин, а също така и творбите на Хан Ган от VIII в. Джао Манфу пише: „От дете обичам да рисувам коне. Неотдавна видях три автентични свитъка от Хан Ган. И тепърва започвам да разбирам неговите идеи“. Според надпис върху фрагмент художникът рисува този свитък за служителят Фейцин, който изпълнява длъжността „комисар наблюдател“. Рисуването на свитъка започва през 1296 г., малко след като Джао Манфу напуска държавната служба. Предполага се, че образът на коняра е възможно да бъде негов автопортрет.
Изкуствоведите отбелязват простотата на модела и геометричния образ на коня и коняра. Геометричните композиции се наблюдават и в други чертежи на свитъка, направени от потомците на художника. Всяка двойка кон и коняр образуват дъгообразна форма, оформена с калиграфски надписи. Свитъкът като цяло може да бъде прочетен като метафора за ефективно, работещо правителство, което използва своите таланти, за да управлява хората в една страна.
Свитъкът е експониран в няколко изложби на Музея на изкуството „Метрополитън“, а през 1965 г. и 2014 г. е показан в изложби в Музея на „Виктория и Албърт“ в Лондон.